# 德参济旺
德参济旺（？—1648年），博尔济吉特氏，正白旗蒙古人，清朝初年官员。
德参济旺世居阿布罕。初为察哈尔部宰桑。后金天聪八年（1634年），林丹汗败走，死在大草滩后，他和噶尔玛济农、多尼库鲁克、多尔济达尔汉诺颜等四大宰桑，奉林丹汗两妻，率众二千人归附后金。在行在拜谒皇太极，授世职一等昂邦章京。隶属于蒙古正黄旗。顺治二年（1645年），因事降为三等昂邦章京。顺治三年（1646年），跟随豫亲王多铎北讨苏尼特部腾机思，在鄂特山之役，击败土谢图汗，以功进升为一等昂邦章京。同年，改一等总管。